# Votkinszk
Votkinszk (oroszul Воткинск [Votkinszk], udmurtul Вотка [Votka]) város Oroszországban, az Udmurt Köztársaságban. A Votkinszki járás székhelye.
Itt született Pjotr Iljics Csajkovszkij orosz zeneszerző, aki életének első nyolc évét töltötte a városban.

## Népesség
- 2002-ben lakosságának 80,8%-a orosz, 11,7%-a udmurt, 3,9%-a tatár.
- 2010-ben 99 022 lakosa volt, melyből 77 934 orosz, 8 442 udmurt, 3 171 tatár, 604 ukrán stb.

## Gazdasága
A város legjelentősebb vállalata a főként rakéták, olaj- és gázipari berendezések gyártásával foglalkozó Votkinszki Gépgyár. Ez a gyár végzi a Topol–M és a Bulava típusú interkontinentális ballisztikus rakéták sorozatgyártását.

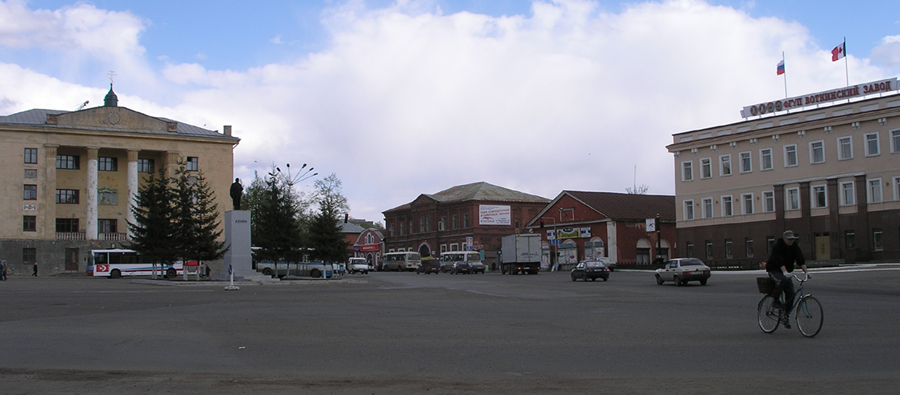
Votkinszk főtere